# Jens Nohka
Jens Nohka, né le 5 octobre 1976 est un bobeur allemand.

## Palmarès

### Championnats monde
- : médaillé d'argent en bob à 4 aux championnats monde de 2004.